# Gustavo Pittaluga (compositore)
Gustavo Pittaluga González del Campillo (Madrid, 8 febbraio 1906 – Madrid, ottobre 1975) è stato un compositore, direttore d'orchestra e saggista spagnolo appartenente al cosiddetto Gruppo degli otto (un insieme di artisti contemporanei e dei relativi autori della Generazione del '27).

## Biografia
Gustavo nacque a Madrid, era il figlio del famoso medico italiano Gustavo Pittaluga, il quale si stabilì a Madrid all'inizio del XX secolo dove chiese la sua cittadinanza; studiò legge e musica, sotto la guida del suo insegnante Óscar Esplá.
Nel 1930 fece una conferenza presso il Residencia de Estudiantes di Madrid che diventò il manifesto musicale del Gruppo degli otto.
Ha sposato l'attrice Ana María Muñoz Custodio. Dopo la guerra civile spagnola si stabilì in Messico. Compose le colonne sonore dei film I figli della violenza (per la quale la musica è stata nominata nel Premio Ariel 1952) e Viridiana. Nel 1962 è rientrò dal suo esilio e si stabilì a Madrid.
Pittaluga, come gli altri membri della sua generazione musicale, cercò di modernizzare la musica spagnola e superare l'influenza del nazionalismo, seguendo le orme di Manuel de Falla nelle sue opere più avanzate come il Concierto para clave, El retablo de maese Pedro o Noches en los jardines de España. Ha avuto anche l'influenza di Stravinskij e del gruppo francese Les Six. Pittaluga è diventato uno dei più importanti rappresentanti del neoclassicismo musicale del XX secolo in Spagna.
Lo stile neoclassico di Pittaluga derivava da quello di Domenico Scarlatti e di Mateo Albéniz. Tra le sue composizioni vi sono: Capriccio alla romantica per pianoforte e orchestra, Chanson romantique y Estudio vocal.